# Union Sportive du Robert
La Union Sportive du Robert (conocido como US Robert) es un equipo de fútbol de Martinica que milita en la Liga de Fútbol de Martinica, la liga de fútbol más importante del país.

## Historia
Fue fundado en el año 1903, siendo uno de los equipo más viejos de Martinica, aunque solamente ha sido campeón de Liga en 1 ocasión y ha ganado el Torneo de Copa en 2 ocasiones.
A nivel internacional ha participado en 4 torneos continentales, donde su mejor participación ha sido en la Copa de Campeones de la CONCACAF del año 1994, donde llegó hasta las semifinales.

## Palmarés
- Liga de Fútbol de Martinica: 1

1993
- Copa de Martinica: 2

1960, 1961
- - Finalista: 4

1958, 1981, 1997, 2004
- Copa Regional de Francia: 1

1995
- Copa DOM: 0
  - Finalista: 1

1993

## Participación en competiciones de la CONCACAF
- Campeonato de Clubes de la CFU: 1 aparición

2002: ronda final, Grupo B, 3.er lugar, 0 pts
- Champions' Cup: 2 apariciones

1994: semifinales, perdió por el 3.er lugar ante  Alianza FC 4-2 en penales luego de empatar 0-0
1992: segunda ronda, eliminado por  L'Etoile de Morne-à-l'Eau 2-1 en el global
- Recopa de la CONCACAF: 1 aparición

1993: play-off Norte/Caribe

## El equipo en la estructura del fútbol francés
- Copa de Francia: 1 aparición

1995/96